# Brad Pickett
Bradley Sidney Charles Pickett, född 24 september 1978 i London, är en engelsk före detta MMA-utövare som 2011–2017 tävlade i organisationen Ultimate Fighting Championship.